# NGC 7680/1
NGC 7680/1 је елиптична галаксија у сазвежђу Пегаз која се налази на NGC листи објеката дубоког неба.
Деклинација објекта је + 32° 24' 56" а ректасцензија 23h 28m 35,2s. Привидна величина (магнитуда) објекта NGC 7680 износи 12,5 а фотографска магнитуда 13,5. NGC 76801 је још познат и под ознакама UGC 12616, MCG 5-55-23, CGCG 497-25, PGC 71541.